# Чистые Пруды (Башкортостан)
Чистые Пруды (баш. Чистые Пруды) — хутор в Бирском районе Республики Башкортостан Российской Федерации. Входит в состав Бурновского сельсовета. 

## География

### Географическое положение
Расстояние до:
- районного центра (Бирск): 3 км,
- центра сельсовета (Старобурново): 3 км,
- ближайшей ж/д станции (Уфа): 98 км.

## История
До 20 июля 2005 года — посёлок. Преобразован в хутор согласно Закону Республики Башкортостан от 20 июля 2005 года, N 211-з «О внесении изменений в административно-территориальное устройство Республики Башкортостан в связи с образованием, объединением, упразднением и изменением статуса населенных пунктов, переносом административных центров», вместе с 5 посёлками района:

7. Изменить статус следующих населенных пунктов, установив тип поселения — хутор:

2) в Бирском районе:

а) поселка Александрова Кусекеевского сельсовета;

б) поселка Демидовский Сусловского сельсовета;

в) поселка Луч Старопетровского сельсовета;

г) поселка опытного поля Бурновского сельсовета;

д) поселка Янгитау Бурновского сельсовета; 
До 10 сентября 2007 года назывался Хутором Опытного поля.

## Население
| 2002 | 2009 | 2010 |
| ---- | ---- | ---- |
| 6    | ↘4   | ↗5   |